# Amours suprêmes
 (février 2017).
Si vous disposez d'ouvrages ou d'articles de référence ou si vous connaissez des sites web de qualité traitant du thème abordé ici, merci de compléter l'article en donnant les références utiles à sa vérifiabilité et en les liant à la section « Notes et références ».
Albums de Daniel Darc
Crèvecœur
(2004) La Taille de mon âme
(2011)
Singles
1. J'irai au paradis
Sortie : 3 décembre 2007
2. La Seule fille sur Terre
Sortie : 19 mai 2008

Amours suprêmes est un album solo du chanteur français Daniel Darc, sorti le 14 janvier 2008 chez Mercury.

## Liste des titres
| 1.    | Les Remords                        | 3:31 |
| 2.    | J'irai au paradis                  | 3:52 |
| 3.    | L.U.V. (en duo avec Alain Bashung) | 5:15 |
| 4.    | Un an et un jour                   | 4:12 |
| 5.    | La Seule fille sur Terre           | 4:12 |
| 6.    | Ça ne sert à rien                  | 3:39 |
| 7.    | Amour suprême                      | 3:53 |
| 8.    | La vie est mortelle                | 4:05 |
| 9.    | Serais-je perdu                    | 4:17 |
| 10.   | Environ                            | 3:03 |
| 40:00 |                                    |      |

| DVD inclus dans l'édition digipack | DVD inclus dans l'édition digipack | DVD inclus dans l'édition digipack | DVD inclus dans l'édition digipack | DVD inclus dans l'édition digipack | DVD inclus dans l'édition digipack | DVD inclus dans l'édition digipack | DVD inclus dans l'édition digipack | DVD inclus dans l'édition digipack | DVD inclus dans l'édition digipack |
| No                                 | Titre                              | Durée                              |                                    |                                    |                                    |                                    |                                    |                                    |                                    |
| ---------------------------------- | ---------------------------------- | ---------------------------------- | ---------------------------------- | ---------------------------------- | ---------------------------------- | ---------------------------------- | ---------------------------------- | ---------------------------------- | ---------------------------------- |
| *.                                 | Fuck Dance Let's Art               | 27:53                              |                                    |                                    |                                    |                                    |                                    |                                    |                                    |
| 67:53                              |                                    |                                    |                                    |                                    |                                    |                                    |                                    |                                    |                                    |

Notes
- Cette édition est livrée dans une version digipack à trois volets avec le plateau, au centre, pour le CD et des fentes sur les volets de côté pour un livret et le DVD.
- Le DVD ne contient qu'un programme, les coulisses de l'enregistrement (en français).
- En parallèle, la même année, est sortie une édition LP. Les titres, ci-dessus nommés, no 1 à 5 forment la face A du vinyle et les no 6 à 10, la face B[3].